# Pujols (Gironda)
 Pujols  es una población y comuna francesa, situada en la región de Nueva Aquitania, departamento de Gironda, en el distrito de Libourne y cantón de Pujols.

## Demografía
| 580 | 534 | 465 | 517 | 573 | 604 |
| Para los censos de 1962 a 1999 la población legal corresponde a la población sin duplicidades (Fuente: INSEE [Consultar]) |     |     |     |     |     |